# Kabinet-Craxi I
Het kabinet–Craxi I was de Italiaanse regering van 4 augustus 1983 tot 1 augustus 1986. Het kabinet werd gevormd door de politieke partijen DC, PSI, PRI, PLI en PSDI na de parlementsverkiezingen van 1983 met Bettino Craxi van de Italiaanse Socialistische Partij (PSI) als premier.

## Kabinet–Craxi I (1983–1986)
| Ambtsbekleders               | Ambtsbekleders         | Ambtsbekleders                   | Functie(s)                               | Ambtstermijn    | Ambtstermijn    | Partij(en) |
| ---------------------------- | ---------------------- | -------------------------------- | ---------------------------------------- | --------------- | --------------- | ---------- |
|                              | Bettino Craxi          | Bettino Craxi (1934–2000)        | Premier                                  | 4 augustus 1983 | 17 april 1987   | PSI        |
|                              | Arnaldo Forlani        | Arnaldo Forlani (1925–2023)      | Vicepremier                              | 4 augustus 1983 | 17 april 1987   | DC         |
| Minister zonder portefeuille | Arnaldo Forlani        | Arnaldo Forlani (1925–2023)      |                                          | 4 augustus 1983 | 17 april 1987   | DC         |
|                              | Giuliano Amato         | Giuliano Amato (1938)            | Secretaris- generaal                     | 4 augustus 1983 | 17 april 1987   | PSI        |
|                              | Oscar Luigi Scalfaro   | Oscar Luigi Scalfaro (1918–2012) | Minister van Binnenlandse Zaken          | 4 augustus 1983 | 28 juli 1987    | DC         |
|                              | Giulio Andreotti       | Giulio Andreotti (1919–2013)     | Minister van Buitenlandse Zaken          | 4 augustus 1983 | 22 juli 1989    | DC         |
|                              | Bruno Visentini        | Bruno Visentini (1914–1995)      | Minister van Financiën                   | 4 augustus 1983 | 17 april 1987   | PRI        |
|                              | Giovanni Goria         | Giovanni Goria (1943–1994)       | Minister van de Schatkist                | 4 augustus 1983 | 28 juli 1987    | DC         |
|                              | Pietro Longo           | Pietro Longo (1935)              | Minister van het Budget                  | 4 augustus 1983 | 14 juli 1984    | PSDI       |
|                              | Bettino Craxi          | Bettino Craxi (1934–2000)        | Minister van het Budget                  | 14 juli 1984    | 30 juli 1984    | PSI        |
|                              | Pier Luigi Romita      | Pier Luigi Romita (1924–2003)    | Minister van het Budget                  | 30 juli 1984    | 17 april 1987   | PSDI       |
|                              | Mino Martinazzoli      | Mino Martinazzoli (1931–2011)    | Minister van Justitie                    | 4 augustus 1983 | 1 augustus 1986 | DC         |
|                              | Renato Altissimo       | Renato Altissimo (1940–2015)     | Minister van Economische Zaken           | 4 augustus 1983 | 1 augustus 1986 | PLI        |
|                              | Giovanni Spadolini     | Giovanni Spadolini (1925–1994)   | Minister van Defensie                    | 4 augustus 1983 | 17 april 1987   | PRI        |
|                              | Costante Degan         | Costante Degan (1930–19887)      | Minister van Volksgezondheid             | 4 augustus 1983 | 1 augustus 1986 | DC         |
|                              | Gianni De Michelis     | Gianni De Michelis (1940–2019)   | Minister van Arbeid en Sociale Zaken     | 4 augustus 1983 | 17 april 1987   | PSI        |
|                              | Franca Falcucci        | Franca Falcucci (1926–2014)      | Minister van Onderwijs                   | 1 december 1982 | 28 juli 1987    | DC         |
|                              | Claudio Signorile      | Claudio Signorile (1937)         | Minister van Transport                   | 4 augustus 1983 | 17 april 1987   | PSI        |
|                              | Franco Nicolazzi       | Franco Nicolazzi (1924–2015)     | Minister van Infrastructuur              | 18 oktober 1980 | 17 april 1987   | PSDI       |
|                              | Filippo Maria Pandolfi | Filippo Maria Pandolfi (1927)    | Minister van Landbouw                    | 4 augustus 1983 | 18 april 1988   | DC         |
|                              | Antonino Gullotti      | Antonino Gullotti (1922–1989)    | Minister van Cultuur                     | 4 augustus 1983 | 28 juli 1987    | DC         |
|                              | Antonio Gava           | Antonio Gava (1930–2008)         | Minister van Communicatie                | 4 augustus 1983 | 28 juli 1987    | DC         |
|                              | Carlo Tognoli          | Lelio Lagorio (1925–2017)        | Minister van Toerisme                    | 4 augustus 1983 | 1 augustus 1986 | PSI        |
|                              | Oscar Mammì            | Oscar Mammì (1926–2017)          | Minister voor Parlementaire Betrekkingen | 4 augustus 1983 | 17 april 1987   | PRI        |
|                              | Remo Gaspari           | Remo Gaspari (1921–2011)         | Minister voor Publieke Diensten          | 4 augustus 1983 | 17 april 1987   | DC         |
|                              | Nicola Capria          | Nicola Capria (1932–2009)        | Minister voor Buitenlandse Handel        | 28 juni 1981    | 1 augustus 1986 | PSI        |
|                              | Francesco Forte        | Francesco Forte (1929–2022)      | Minister voor Europese Zaken             | 4 augustus 1983 | 10 mei 1985     | PSI        |
|                              | Loris Fortuna          | Loris Fortuna (1924–1985)        | Minister voor Europese Zaken             | 10 mei 1985     | 5 december 1985 | PSI        |
|                              | Pier Luigi Romita      | Pier Luigi Romita (1924–2003)    | Minister voor Regionale Zaken            | 4 augustus 1983 | 30 juli 1984    | PSDI       |
|                              | Carlo Vizzini          | Carlo Vizzini (1947)             | Minister voor Regionale Zaken            | 30 juli 1984    | 17 april 1987   | PSDI       |
|                              | Gianuario Carta        | Gianuario Carta (1931–2017)      | Minister voor Koopvaardij                | 4 augustus 1983 | 1 augustus 1986 | DC         |
|                              | Clelio Darida          | Clelio Darida (1927–2017)        | Minister voor Staats- deelnemingen       | 4 augustus 1983 | 28 juli 1987    | DC         |
|                              | Salverino De Vito      | Salverino De Vito (1926–2010)    | Minister voor Zuid-Italië                | 4 augustus 1983 | 28 juli 1987    | DC         |

De Gasperi II · De Gasperi III · De Gasperi IV · De Gasperi V · De Gasperi VI · De Gasperi VII · De Gasperi VIII · Pella · Fanfani I · Scelba · Segni I · Zoli · Fanfani II · Segni II · Tambroni · Fanfani III · Fanfani IV · Leone I · Moro I · Moro II · Moro III · Leone II · Rumor I · Rumor II · Rumor III · Colombo · Andreotti I · Andreotti II · Rumor IV · Rumor V · Moro IV · Moro V · Andreotti III · Andreotti IV · Andreotti V · Cossiga I · Cossiga II · Forlani · Spadolini I · Spadolini II · Fanfani V · Craxi I · Craxi II · Fanfani VI · Goria · De Mita · Andreotti VI · Andreotti VII · Amato I · Ciampi · Berlusconi I · Dini · Prodi I · D'Alema I · D'Alema II · Amato II · Berlusconi II · Berlusconi III · Prodi II · Berlusconi IV · Monti · Letta · Renzi · Gentiloni · Conte I · Conte II · Draghi · Meloni